# Остров Мэн
О́стров Мэн (англ. Isle of Man [aɪl ɒv mæn], мэн. Ellan Vannin [ˈɛlʲən ˈvanɪn]) — коронное владение Британской короны.
Расположен в Ирландском море примерно на одинаковом расстоянии от Англии, Ирландии, Шотландии и Уэльса. Он имеет один из старейших парламентов в мире (Тинвальд), существующий с 979 года. Столица — город Дуглас (мэн. Doolish).
В 1973—2020 годах Соединённое Королевство (Великобритания) входило в состав ЕЭС (преобразованного в 1993 году в ЕС) вместе с Гибралтаром. Острова Мэн, Джерси и Гернси в состав ЕС не вступили.
Символ острова — трискелион — три бегущие ноги, выходящие из одной точки. Он символизирует стабильность, что отражено в девизе острова. Изображён также на флаге и гербе острова.
На острове даже сегодня, вместе с английским, продолжает использоваться возрождённый кельтский язык — мэнский.

## Название
Точная этимология названия острова неизвестна. По-мэнски он называется Ellan Vannin (слово ellan означает «остров»). Mannin является словом Vannin в родительном падеже, подвергшемся начальной мутации согласных кельтских языков, из-за которой в начале полного названия острова на мэнском языке стоит v. По-английски название может писаться как Mann или Man. Самая старая известная форма названия «Мэн» — Manu или Mana. В своих «Записках о галльской войне» Юлий Цезарь упоминает остров Мэн (остров, который лежит на полпути между Британией и Ирландией) под названием Mona.
На древнеирландском языке название выглядит как Manau или Mano, на древневаллийском — как Manaw. В первом веке до н. э. оно было записано Плинием Старшим как Monapia или Monabia, а во втором веке до н. э. Птолемей записал его как Monœda (Mοναοιδα, Monaoida) или Mοναρινα (Monarina) на греческом койне. Позднелатинские тексты ссылаются на остров под названием Mevania или Mænavia, а в ирландских текстах его называли Eubonia или Eumonia. В исландских сагах остров упоминается под названием Mön.
Название, возможно, связано с валлийским названием острова Англси — Ynys Môn — которое обычно связывают с кельтским корнем, означающим «гора» (валл. mynydd, бретон. menez и шотл. monadh), из протокельтского *moniyos. Его также связывают с именем Мананнан мак Лир из ирландской мифологии. В произведении «Sanas Cormaic» IX века этот человек описывается как «знаменитый торговец, живший на Острове Мэн, который впоследствии был назван в честь него». Мананнан также назван королём острова Мэн в мэнском стихотворении 1504 года.

## География

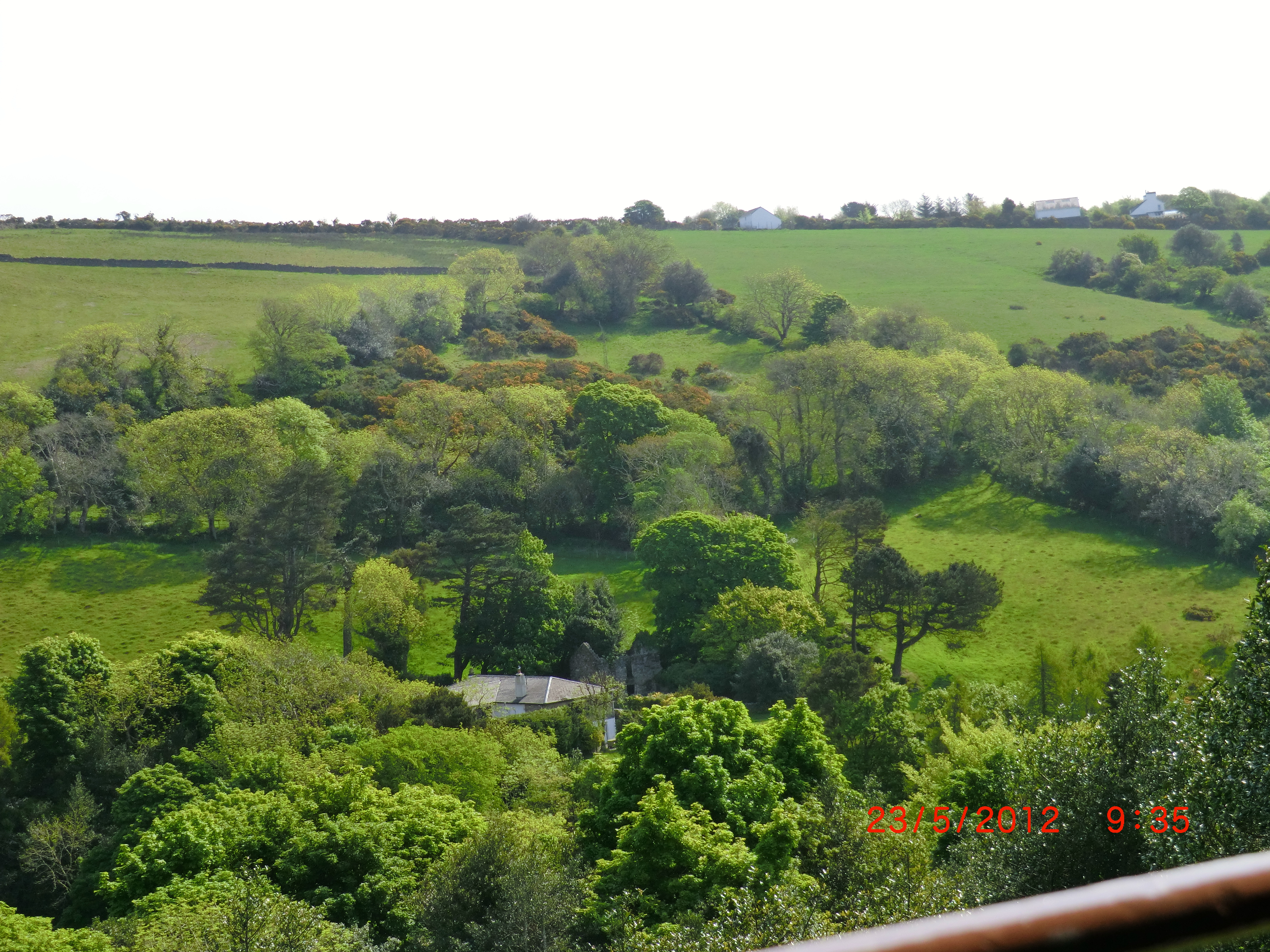
Природа острова Мэн

Остров Мэн расположен в Ирландском море между Великобританией и Ирландией; имеет примерно 51 км в длину и от 13 до 25 км в ширину. Площадь острова составляет 572 км². В непосредственной близости от самого острова расположены небольшие островки Каф-оф-Мэн, Чикен-Рок, Сент-Патрик, Сент-Майкл, Киттерленд и Сент-Мэри.
Высшая точка острова Мэн — гора Снейфелл (621 м).
Самая длинная река — Салби (18 км), самый большой внутренний водоём — водохранилище Салби (0,616 км²).

## История
Историю острова Мэн можно разделить на три основных периода — кельтский период, скандинавский период (период викингов) и британский период.

### Предыстория
Остров Мэн возник примерно 8500 лет назад (эпоха мезолита), когда из-за таяния ледников был затоплен перешеек, соединявший остров с Великобританией (в это же время островом стала и сама Великобритания, которая до этого соединялась с Евразией). Точное расположение перешейка между островом Мэн и Великобританией не известно до сих пор.

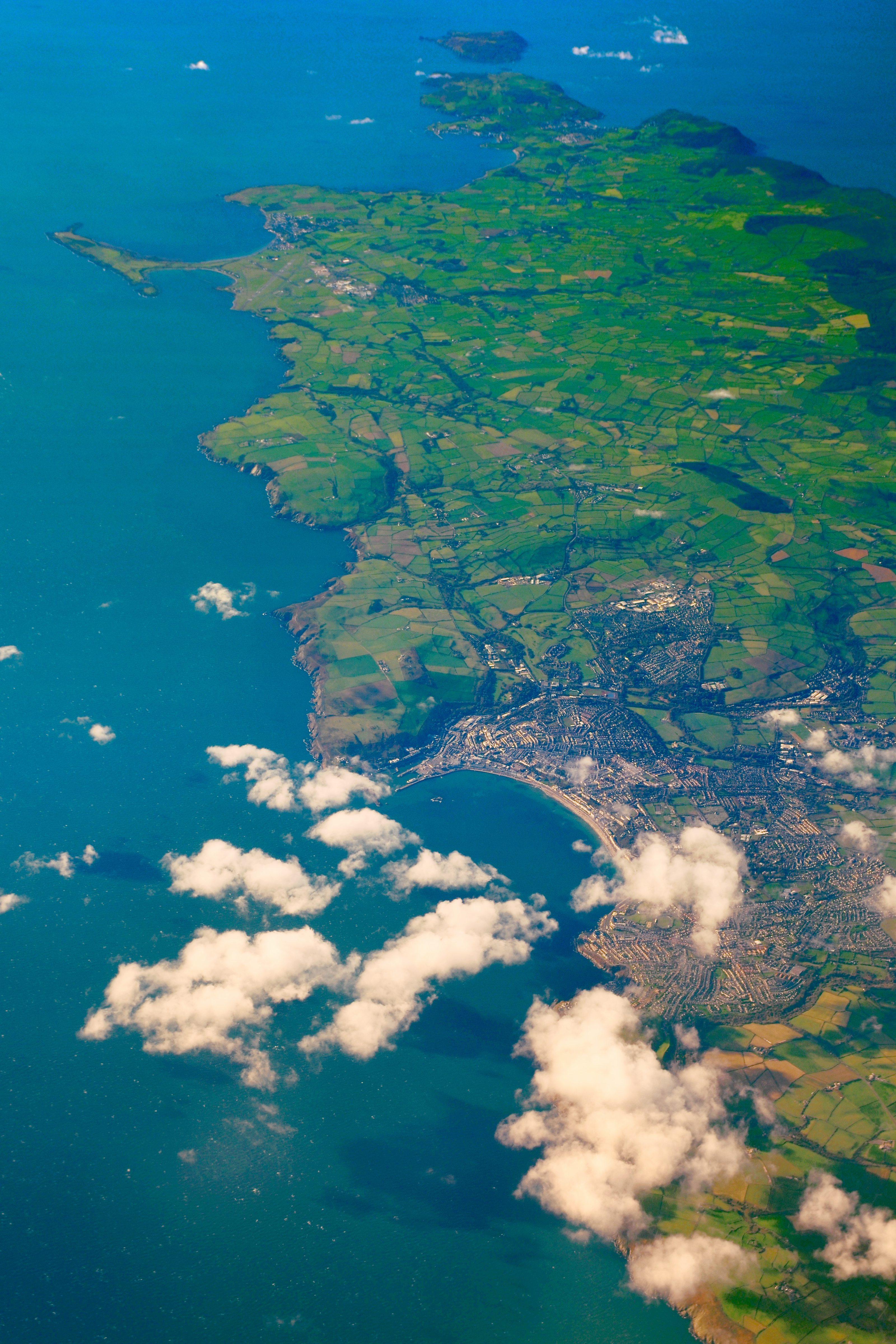
Снимок острова с воздуха

### Кельтский период
О раннем заселении острова людьми свидетельствуют мегалитические сооружения эпохи неолита. Такие сооружения есть, например, в окрестностях Рамси.
Римляне, завоевавшие Британию, не заинтересовались островом Мэн и не создали там постоянную колонию, об чём свидетельствует крайне небольшое количество римских артефактов, найденных на острове.
В V веке нашей эры большое количество прибывших из Ирландии оставило на острове надписи огамическим письмом; впоследствии там развился мэнский язык. Это гойдельский язык, тесно связанный с ирландским и шотландским гэльским.
Раньше считалось, что король Ольстера Баэтан мак Кайрилл в VI веке пытался завоевать остров, но теперь историки полагают, что на самом деле описанные в хрониках события происходили в районе Ферт-оф-Клайд и Ферт-оф-Форт (Шотландия). Имеются сведения о завоевании островов Мэн и Англси королём Нортумбрии — Эдвином, в 616 году. Но даже если эти сведения соответствуют действительности, англичанам тогда не удалось закрепиться на острове, и в это время они не оказали влияния на его историю.

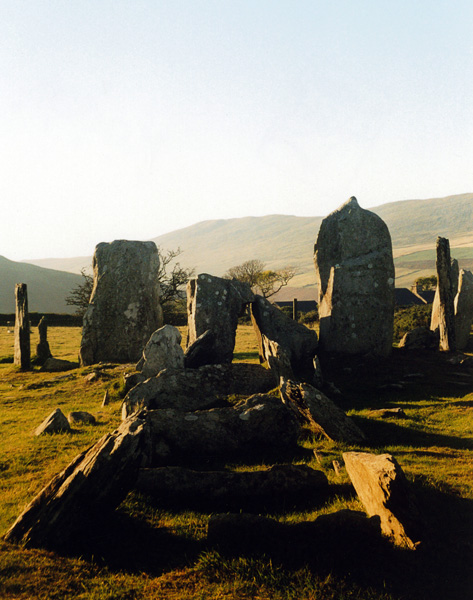
Доисторический мегалитический комплекс «Замок на высоте» (Cashtal yn Ard), Рамси.

В VII веке Мэн попал под контроль англосаксонского короля Нортумбрии Эдвина, который затем предпринимал с него набеги в Ирландию. Неизвестно, насколько большое влияние нортумбрийцы оказали на Мэн, но очень немногие названия мест на нём имеют древнеанглийское происхождение.

#### Обращение островитян в христианство
В соответствии с легендой, христианство было принесено на остров Мэн Святым Патриком (покровителем Ирландии). В любом случае, остров был рано обращён в христианство. Предположительно, остров был крещён в начале VI века, а миссионерами, скорее всего, были ирландцы.
Миссионеры построили на острове много небольших капелл (keeills). Священник молился внутри, но проповеди и обряды проводились снаружи здания. Сохранились упоминания о 174 таких капеллах, в настоящее время идентифицированы только 35. Большинство из них было перестроены в последующие эпохи: например, на основе древних капелл были построены церкви Kirk Maughold и Kirk Christ Malew.

### Скандинавский период
Норманны появились в Ирландском море в конце VIII века. Между 800 и 815 годами викинги совершали набеги на остров, во второй половине IX века они основали на острове свои поселения и подчинили остров своей власти. Между 850 и 890 годами остров подчинялся скандинавским королям Дублина, а между 890 и 1079 годами — графам Оркнейских островов. На протяжении всего скандинавского периода остров формально был вассалом Норвегии, но фактически норвежцы почти не вмешивались в дела острова.
Влияние викингов на культуру населения острова было не очень значительным, о чём свидетельствует то, что кельтский язык острова сохранился.
В 1079 году произошла битва при Скайхилле и остров Мэн вошёл в состав королевства Мэн и (других) островов (Kingdom of Mann and the Isles), первым правителем которого был Гудрёд Крован. В 1164 году королевство разделилось на два отдельных государства: Королевство Островов (также Королевство Гебрид) и Королевство Мэн.
Резиденция королей острова располагалась в замке Пил, который был перестроен викингами из древнего кельтского монастыря.
В 1265 году остров Мэн был завоёван шотландцами. В результате Пертского договора между Норвегией и Шотландией (подписан 2 июля 1266 года), Норвегия отказалась от притязаний на остров Мэн, который формально вошёл в состав Шотландии, но только в 1275 году, когда произошла Битва при Роналдсвэе, что рядом с Каслтауном, шотландцы установили фактический контроль над островом.

### Британский период

Топографическая карта острова Мэн

На протяжении первой половины XIV века остров Мэн неоднократно переходил от Англии к Шотландии и наоборот. Англия окончательно утвердилась на острове после того, как 17 октября 1346 года Шотландия потерпела поражение в битве при Невиллс-Кроссе.
Во второй половине XIV века английские короли то отдавали остров Мэн своим вассалам, то возвращали остров под свой непосредственный контроль. В 1405 году английский король Генрих IV передал остров в пожизненное владение Джону Стэнли, а в следующем году остров перешёл в феодальное владение династии Стэнли. Члены династии Стэнли носили титул короля острова Мэн до 1504 года; после этого они носили титул лорда острова Мэн.
Владельцы редко посещали свой остров, фактически островом правили назначенные ими губернаторы.
Во время английской революции, в 1643 году, английский король Карл I приказал тогдашнему лорду острова Джеймсу Стэнли отправиться на остров для усмирения революционных настроений, которые назревали там. В поддержку ему были выделены английские солдаты. Стэнли и его гарнизон установили на острове жёсткую власть, ограничив свободу жителей. С другой стороны, он помогал жителям — например, по его приказу на остров прибыли английские мастера, которые обучали местных жителей полезным ремёслам.
Через шесть месяцев после смерти короля Карла Стэнли получил от Генри Айртона приказ о сдаче острова под контроль сил парламента. Стэнли отказался, и в августе 1651 года он покинул остров со своей армией с тем, чтобы присоединиться к армии короля Карла II. В битве при Вустере войска короля потерпели поражение, Стэнли был захвачен в плен и вскоре казнён.
В 1660 году, после восстания Вильяма Кристиана (William Christian, более известен под мэнским именем Illiam Dhone) и короткого периода, когда лордом острова был назначенный Оливером Кромвелем Томас Ферфакс, на острове была реставрирована династия Стэнли.
В 1704 году Тинвальд принял закон о правилах наследования (Act of Settlement). До этого вся земля на острове считалась собственностью лорда. Крестьяне не имели права продавать, покупать или дарить свои земельные наделы без разрешения лорда. Получение такого разрешения сопровождалось уплатой большой пошлины. Этот закон закрепил за жителями острова право на вечное владение своими земельными участками, на условии выплаты небольшой ренты. Пошлины на продажу, покупку и наследование земли были значительно снижены.
В 1736 году остров унаследовала семья Мюррей.
В XVIII веке среди жителей очень популярным занятием стала контрабанда. Британское правительство не могло дальше смотреть на несанкционированную торговлю сквозь пальцы, и в 1765 году британский парламент принял закон, в соответствии с которым остров вместе с титулом был выкуплен у Джона Мюррея, 3-го герцога Атолла за семьдесят тысяч фунтов. Таким образом, у английских властей стало больше возможностей по борьбе с контрабандой.
Главы семьи Мюррей — потомков бывших лордов острова — не утратили, однако, все свои привилегии. Они сохраняли манориальные права до 1828 года. В 1828 году глава семьи Мюррей продал манориальные права британскому правительству.
В 1866 году острову было предоставлено право на более широкое самоуправление (Home Rule).

#### Остров во время мировых войн
Во время Второй мировой войны на острове располагались базы ВВС и морской авиации Великобритании. Одна из них впоследствии стала гражданским аэропортом острова.
На острове располагались лагеря для интернированных, которые существовали здесь во время Первой и Второй мировых войн. Во время обеих войн в лагерях содержались проживавшие в Великобритании граждане стран-противников, в том числе и беженцы. Во время Второй мировой войны в лагеря также были отправлены члены профашистских и крайне правых политических партий.

#### Остров во второй половине XX — начале XXI века
Для компенсации экономических потерь, связанных с уменьшением туризма, правительство снизило на острове налоги, целью чего было привлечение инвесторов. Эта мера вызвала рост экономики, но есть у неё и негативные последствия — например, рост коррупции.
Юридически порка на острове была отменена последней в Европе в 1993 году.
С конца XX века по сегодняшний день наблюдается рост интереса к мэнскому языку, к середине XX века почти полностью вытесненному английским. В некоторых семьях стараются говорить по-мэнски, в связи с чем сейчас на острове есть дети, для которых мэнский является родным (хотя их родители выучили мэнский язык уже в сознательном возрасте).
В июле 2022 года на острове Мэн в городе Каслтаун прошла 19-я Международная олимпиада по лингвистике.

## Политическое устройство

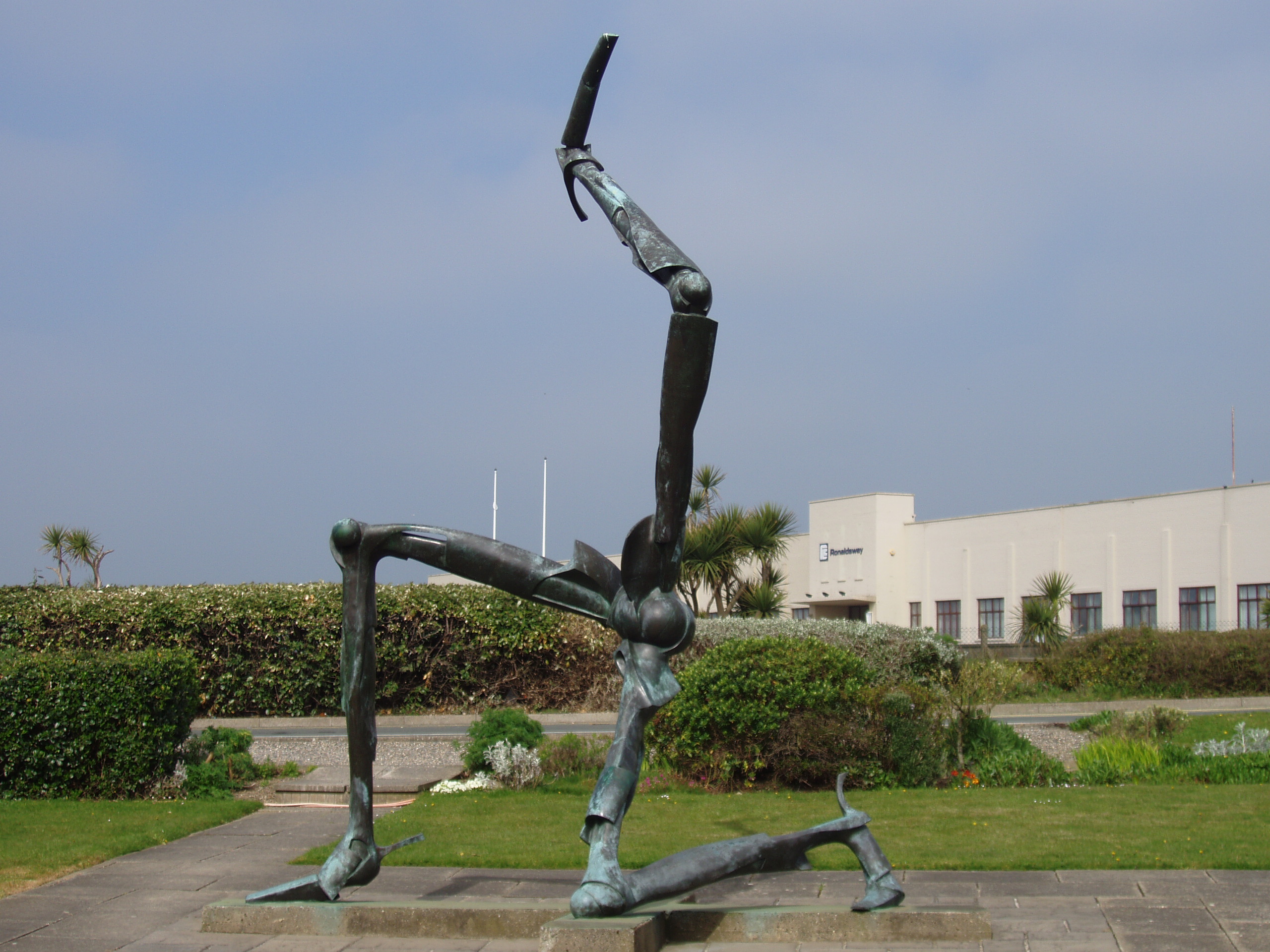
Скульптура мэнского трискелиона

### Государственное устройство
Остров Мэн является коронным владением Великобритании. Форма правления — парламентская конституционная монархия, политический режим — демократия. Остров Мэн не входит в состав Великобритании.

#### Исполнительная власть
Глава государства — Лорд Мэна (англ. Lord of Man, мэн. Chiarn Vanninagh). Титул Лорда Мэна принадлежит Карлу III как королю Великобритании в рамках династической унии. Представителем Лорда Мэна является Лейтенант-Губернатор, который назначается Лордом Мэна на пятилетний срок.

#### Законодательная власть
Парламент острова, Тинвалд, существует с 979 года, что делает его самым старым непрерывно действующим парламентом в мире, после исландского Альтинга (930 г.). Парламент двухпалатный, нижняя палата парламента, палата ключей (англ. House of Keys «Палата ключей», мэн. Kiare as Feed «двадцать четыре»), избирается прямым всеобщим голосованием раз в пять лет. Палата ключей состоит из 24 депутатов. Верхняя палата, законодательный совет (англ. Legislative Council, мэн. Choonseil Slattyssagh) состоит из одиннадцати депутатов, которые избираются нижней палатой.
После принятия в обеих палатах Тинвалда закон должен быть утверждён Лордом Мэна или его представителем — Лейтенантом-Губернатором.
Президент Тинвалда избирается депутатами Тинвалда из своего числа.
В Тинвалде представлены обе действующие политические партии острова — Либеральная партия (Liberal Vannin Party, два депутата) и Мэнская лейбористская партия (Manx Labour Party, один депутат). Все остальные депутаты Тинвалда являются независимыми.

#### Судебная власть и правовая система
На острове Мэн действует своя собственная правовая система, которая имеет много общего с британской, но во многом отличная от неё. Правовая система острова Мэн относится к англосаксонской правовой семье, и является, таким образом, прецедентной. Более всего близки к британским законы, касающиеся уголовного, семейного, социального права. Эти отрасли права острова Мэн основаны на Общем праве. Наибольшие отличия относятся к области финансового права (например, в области налогообложения). Высшей судебной инстанцией острова являются два высших судьи, которых называют Димстерами (Deemsters, понятие скандинавского происхождения).

### Внешняя политика
Являясь зависимой территорией Великобритании, остров не проводит самостоятельную внешнюю политику. Внешняя политика, а также оборона острова являются ответственностью правительства Великобритании.
Остров Мэн не входит в Евросоюз. Отношения между островом и Евросоюзом определяются протоколом № 3 Акта о вхождении Великобритании в состав Европейского союза. Хотя остров не входит в Европейскую экономическую зону, в соответствии с протоколом торговля между островом и Евросоюзом проходит по внутренним правилам Евросоюза.

## Административно-территориальное деление
Остров Мэн делится на 24 административных района (districts). Районы делятся на три категории:
- Районы-города (town districts): Дуглас (столица острова), Рамси, Каслтаун, Пил;
- Районы-деревни (village districts): Лакси, Майкл[англ.], Онкан, Порт-Ирин, Порт-Сент-Мэри;
- Районы-приходы (parish districts): все остальные районы. Районы-приходы могут состоять из нескольких населённых пунктов.

Административная карта острова Мэн

Районы сгруппированы в шесть округов «шэдингов» (sheading): Гарфф, Гленфаба, Майкл, Мидл, Рашен, Эр.
| №   | Адм. район     | Ориг. назв.        | Статус        | Округ (sheading) | Население, чел. (2011) | Площадь, км² | Карта |
| --- | -------------- | ------------------ | ------------- | ---------------- | ---------------------- | ------------ | ----- |
| 1.  | Андреас        | англ. Andreas      | Район-приход  | Эр               | 1426                   | 31,1         |       |
| 2.  | Арбори         | англ. Arbory       | Район-приход  | Рашен            | 1747                   | 17,7         |       |
| 3.  | Баллоу         | англ. Ballaugh     | Район-приход  | Майкл            | 1042                   | 23           |       |
| 4.  | Браддан        | англ. Braddan      | Район-приход  | Мидл             | 3586                   | 42,6         |       |
| 5.  | Брайд          | англ. Bride        | Район-приход  | Эр               | 401                    | 21,7         |       |
| 6.  | Дуглас         | англ. Douglas      | Район-город   | Мидл             | 27 938                 | 10,1         |       |
| 7.  | Джерман        | англ. German       | Район-приход  | Гленфаба         | 1024                   | 45,3         |       |
| 8.  | Джерби         | англ. Jurby        | Район-приход  | Майкл            | 797                    | 17,7         |       |
| 9.  | Каслтаун       | англ. Castletown   | Район-город   | Рашен            | 3097                   | 2,3          |       |
| 10. | Лакси          | англ. Laxey        | Район-деревня | Гарфф            | 1705                   | 2,4          |       |
| 11. | Лезаир         | англ. Lezayre      | Район-приход  | Эр               | 1282                   | 62,3         |       |
| 12. | Лонан          | англ. Lonan        | Район-приход  | Гарфф            | 1533                   | 35,2         |       |
| 13. | Малью          | англ. Malew        | Район-приход  | Рашен            | 2385                   | 47,1         |       |
| 14. | Мароун         | англ. Marown       | Район-приход  | Мидл             | 2311                   | 23           |       |
| 15. | Майголд        | англ. Maughold     | Район-приход  | Гарфф            | 977                    | 34,5         |       |
| 16. | Майкл          | англ. Michael      | Район-деревня | Майкл            | 1729                   | 33,9         |       |
| 17. | Онкан          | англ. Onchan       | Район-деревня | Мидл             | 9273                   | 24,7         |       |
| 18. | Патрик         | англ. Patrick      | Район-приход  | Гленфаба         | 1527                   | 42,2         |       |
| 19. | Пил            | англ. Peel         | Район-город   | Гленфаба         | 5093                   | 1,7          |       |
| 20. | Порт-Ирин      | англ. Port Erin    | Район-деревня | Рашен            | 3530                   | 2,6          |       |
| 21. | Порт-Сент-Мэри | англ. Port St Mary | Район-деревня | Рашен            | 1953                   | 1,4          |       |
| 22. | Рамси          | англ. Ramsey       | Район-город   | Гарфф            | 7821                   | 3,7          |       |
| 23. | Рашен          | англ. Rushen       | Район-приход  | Рашен            | 1629                   | 25           |       |
| 24. | Сантон         | англ. Santon       | Район-приход  | Мидл             | 691                    | 21           |       |
|     | Всего          |                    |               |                  | 84 497                 | 572          |       |

## Население

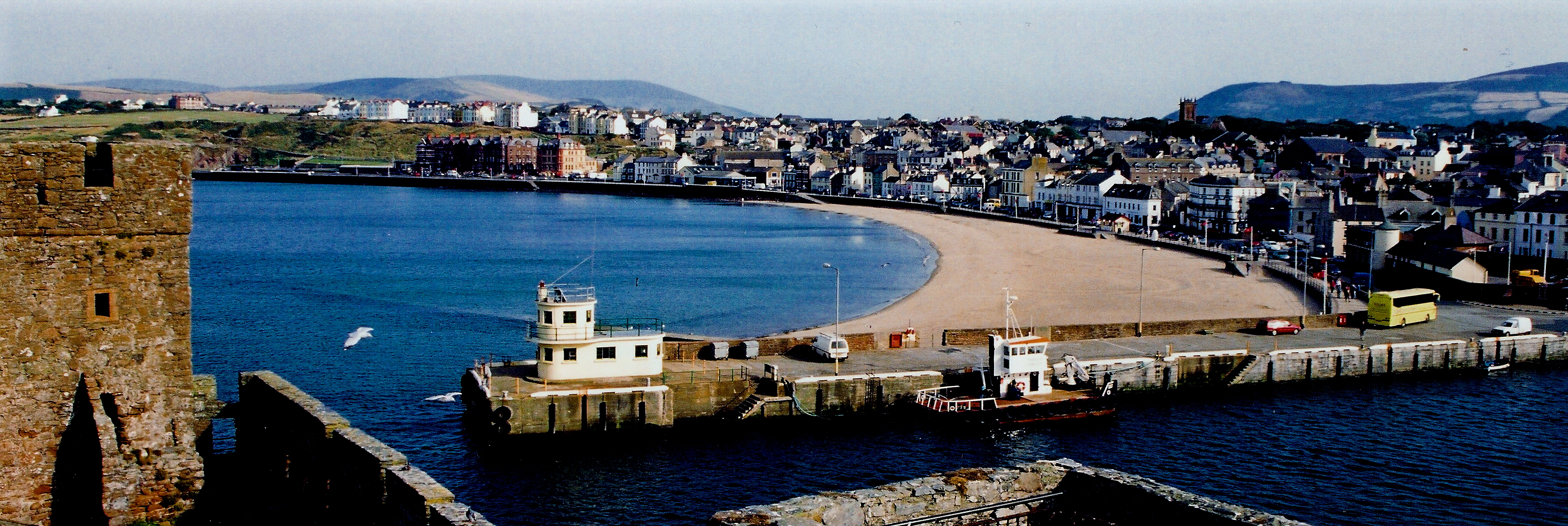
Город Пил

Согласно переписи 2016 года, на острове Мэн проживает 83 314 человек, из которых 27 938 проживают в столице острова — городе Дуглас. Плотность населения — 147,72 человека на км².
Города — Дуглас, Рамси, Каслтаун, Пил.
Остров является частью Диоцеза Содор и Мэн Церкви Англии.

### Языки

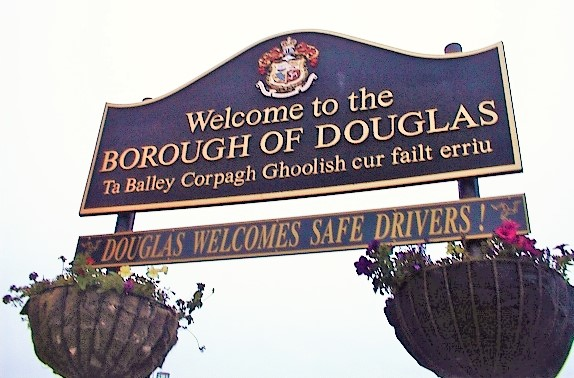
Двуязычный знак на острове

Большинство населения острова использует английский язык, однако на острове исторически говорили на одном из кельтских языков — мэнском. Последний носитель мэнского языка, для которого он являлся родным, а не выученным в сознательном возрасте, умер в 1974 году, однако к этому времени многие уже начали изучать мэнский как второй язык, поэтому у него есть носители и в наши дни; он не считается мёртвым и тоже используется на острове.

## Экономика

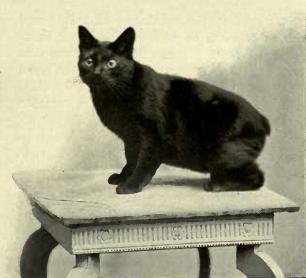
Мэнский кот без хвоста

Крупнейшим банком на острове является Isle of Man Bank, имеющий на острове 11 представительств.
С 1962 по 1965 год на острове выпускался автомобиль «Peel P50» — самая маленькая серийная модель в мире.
На острове была выведена уникальная порода кошек без хвоста.

### Туризм
В XIX веке туризм стал самой важной отраслью экономики острова. Массовый туризм начался в 1830-х годах, в связи с организацией регулярного пароходного сообщения между островом (прежде всего — Дугласом) и Ливерпулем. Количество туристов, посещавших остров, росло на протяжении всего XIX века и начала XX века: например, если в 1870-х годах каждый год остров посещало сто тысяч туристов, то в 1913 году остров посетило 553 000 туристов. После этого, в связи с началом Первой мировой войны, количество туристов снизилось, и пик 1913 года был побит только в 1948 году, но после этого года количество туристов начало снижаться. Связано это с постепенным ростом благосостояния населения и развитием авиации, следствием чего стал рост популярности курортов Южной Европы и более экзотичных мест.
C 1907 года на острове проводятся мотоциклетные гонки Isle of Man TT.
В 1930-х годах остров стал известен благодаря городской легенде о говорящем мангусте по имени Джеф.

## Транспорт
- Аэропорт острова Мэн
- Железные дороги острова Мэн

## Почтовые марки и история почты
В прошлом на острове Мэн имели хождение почтовые марки Великобритании, а с 1971 года, с обретением почтовой самостоятельности, в почтовом обращении стали применяться собственные почтовые марки.
В 1979 году Почта острова Мэн выпустила марку в 13 пенсов с изображением ктыря Machimus cowini. В 2001 году была выпущена другая марка с изображением этого насекомого номиналом в 58 пенсов.
В 2022 году, в связи с проведением на острове Мэн Международной олимпиады по лингвистике, были выпущены 6 марок на тему «язык».